# Roz-sur-Couesnon
Roz-sur-Couesnon è un comune francese di 1 058 abitanti situato nel dipartimento dell'Ille-et-Vilaine nella regione della Bretagna.

## Società

### Evoluzione demografica
Abitanti censiti